# Milla Jovovich
Milla Jovovich, rodným jménem Milica Bogdanovna Jovović (rusky Милиця Йовович, srbsky Мила Јововић/Milica Jovović, někdy nesprávně uváděna jako Milla Nataša Jovovich) (* 17. prosince 1975 Kyjev), je americká filmová herečka, modelka, zpěvačka a módní návrhářka.

## Život a rodina
Její otec Bogić Jovović (někdy zmiňovaný jako Bogi Jovovič) je srbský lékař, matka Galina Loginova je ruská herečka z Tuapse. Nevlastní bratr z otcovy strany se jmenuje Marco Jovović, sestřenice z otcovy strany Natalia Jovović. Její předkové z matčiny strany pocházeli z ruského města Tula a předci z otcovy strany pocházejí z klanu Vasojevićů v Černé Hoře. Většinu svého raného dětství strávila v Moskvě, rodném městě své matky, a říká, že se narodila na Ukrajině „z velké části náhodou“. Narodila se v kyjevské porodnici. Její matce lékaři předtím stanovili diagnózu neplodnosti.
Sovětské vízum Bogimu Jovovičovi vypršelo a tak se rozhodl odejít do Západní Evropy. Matka Galina Loginova jako tehdy vycházející ruská filmová hvězda dostala možnost svého manžela navštívit v Londýně. Po dvou návštěvách se napotřetí rozhodla nevrátit zpět do Sovětského svazu. Z Londýna se po pěti letech rodina odstěhovala do Spojených států, a to do městečka vzdáleného 20 km od kalifornského Sacramenta, kde si pronajala dům.
Aby rodina ušetřila na nájmu, poslali ji rodiče na prázdniny na letní tábor. Navázali přátelský vztah s majitelem bytu, který zpočátku neměl důvěru k přistěhovalcům ze Sovětského svazu. V té době však začaly rodině docházet peníze, a tak byli nuceni začít pracovat. Jovović začal pracovat jako soukromý lékař a Galina pracovala jako kuchařka a uklízečka v domácnostech.
Její matka chtěla, aby se Milla stala filmovou hvězdou, a již jako malé děvče ji posílala na castingy a konkurzy.

## Kariéra
Nakonec se rodičům podařilo prosadit svou dceru do několika malých dětských rolí v televizních filmech Two Moon Junction a The Night Train to Kathmandu. Tehdy si ji začali všímat i modelingoví agenti. V devíti letech se objevila na prvních profesionálních fotografiích. Tato malá dívka byla oblečena do konfekce, nalíčena a vyfotografována. Tehdy začala její strmá modelingová kariéra. V 11 letech se poprvé objevila na titulní stránce italského módního časopisu Lei a o několik měsíců později i na titulní stránce časopisu pro mladé dívky Seventeen. Poté se začala objevovat i na titulních stránkách nejrůznějších módních časopisů, v televizních i tiskových reklamách. Její honoráře rostly až na 10 000 $ denně. Kromě modelingové kariéry se věnovala i filmům, z nichž nejznámější z té doby je Návrat do Modré laguny (Return to the Blue Lagoon), volné pokračování úspěšného romantického filmu Modrá laguna. Protože režisér měl extrémní pracovní nároky, ale zákony USA omezují maximální počet hodin odpracovaných dětmi, rodiče ji prohlásili finančně i právně nezávislou na rodině.
Ve 14 letech tak získala plnoletost. Projevily se u ní známky dospívání, začala kouřit a po skončení natáčení filmu Dazed and Confused si vzala v Las Vegas svého hereckého partnera Shawna Andrewse. Manželství však bylo záhy anulováno jejími rodiči, kteří ji dali podmínku „buďte spolu dva měsíce a když vše bude v pořádku, uspořádáme vám velkou oficiální svatbu, jak se patří“. Se Shawnem Andrewsem se však brzy rozešla.
O dva roky později odjela do Londýna, kde nahrála hudební album The Divine Comedy, které jí vyšlo v 18 letech. Její hudba kombinuje několik různých stylů včetně folku a popu. Po dokončení alba se přesunula zpátky do USA, kde koncertovala v několika městech a opět se vydala na dráhu modelky a zpěvačky.
Na konkurzu ve filmu Pátý element (The Fifth Element) uspěla až napodruhé a získala rovnou hlavní roli. Během natáčení se sblížila s filmovým režisérem Lucem Bessonem, za kterého se vdala v Las Vegas. Jejich manželství vydrželo několik let, avšak skončilo brzy po natočení jejich druhého společného filmu, Johanka z Arku, který se natáčel také v Česku.
V té době se stala vyhledávanou herečkou a modelkou, objevila se v exkluzivním kalendáři Pirelli. Hrála také v hollywoodských filmech Resident Evil a dostala se tak, jako herečka, do širokého povědomí veřejnosti.
Dle časopisu Forbes je jednou z nejlépe placených modelek na světě s ročním příjmem přes deset a půl milionu dolarů za modeling, hlavně díky kontraktu s L'Oreal.
Od 3. listopadu 2007 je také matkou dcery, jež dostala jméno Ever Gabo. Otcem dítěte je režisér Paul W. S. Anderson, s nímž se setkala při natáčení filmu Resident Evil v roce 2002, a za manžela si ho vzala 22. srpna 2009 v jejich domě v Beverly Hills. 1. dubna 2015 porodila druhou dceru, jež dostala jméno Dashiel Edan. V srpnu 2019 na sociálních sítích oznámila veřejnosti, že čeká třetí dceru poté, co dva roky předtím potratila. Osian Lark Elliot se narodila 2. února 2020.

## Filmografie

### Film
| Rok  | Název                            | Role                      | Poznámky                |
| ---- | -------------------------------- | ------------------------- | ----------------------- |
| TBA  | Corto Maltese                    |                           |                         |
| 2025 | Čarodějnice a lovec              | Gray Alys                 | také produkční          |
| 2024 | Poslední nádech                  | Tess                      |                         |
| 2020 | Děti showbyznysu                 | hraje sebe samu           |                         |
| 2019 | Monster Hunter                   | Artemis                   |                         |
| 2019 | Hellboy                          | Nimue, Královna krve      |                         |
| 2019 | Paradise Hills                   | The Duchess               |                         |
| 2018 | The Rookies                      | Bruce                     | čínský akční film       |
| 2018 | Future World                     | Drug Lord                 |                         |
| 2017 | Shock and Awe                    | Vlatka                    |                         |
| 2016 | Resident Evil: Poslední kapitola | Alice                     |                         |
| 2016 | Zoolander No. 2                  | Katinka Ingabogovinanana  |                         |
| 2015 | Savva: Srdce bojovníka           | Savva                     | dabing (anglické znění) |
| 2015 | Boj o přežití                    | Kate Abbott               |                         |
| 2014 | Cymbeline                        | The Queen (Královna)      |                         |
| 2012 | Resident Evil: Odveta            | Alice                     |                         |
| 2011 | Tváře v davu                     | Anna Marchant             |                         |
| 2011 | Tři mušketýři                    | Milady de Winter          |                         |
| 2011 | Moje potrhlá máma                | Olive                     |                         |
| 2011 | Vykrutasy                        | Nadya                     | ruský film              |
| 2010 | Dirty Girl                       | Sue-Ann Edmondston        |                         |
| 2010 | Resident Evil: Afterlife         | Alice                     |                         |
| 2010 | Past                             | Lucetta Creeson           |                         |
| 2009 | Čtvrtý druh                      | Dr. Abigail "Abbey" Tyler |                         |
| 2009 | Dokonalý únik                    | Cydney Anderson           |                         |
| 2008 | Přestřelka v Palermu             | Milla Jovovich            |                         |
| 2007 | Resident Evil: Zánik             | Alice                     |                         |
| 2006 | Ultraviolet                      | Violet Song Jat Shariff   |                         |
| 2006 | Ráže .45                         | Kat                       |                         |
| 2005 | Caligula                         | Julia Drusilla            | trailer / kraťas        |
| 2004 | Resident Evil: Apokalypsa        | Alice                     |                         |
| 2003 | Loutka                           | Fangora "Fanny" Gurkel    |                         |
| 2003 | Hra o čas                        | Erin                      |                         |
| 2002 | Resident Evil                    | Alice                     |                         |
| 2002 | Dvě na jednoho                   | Nadine                    |                         |
| 2001 | Zoolander                        | Katinka Ingabogovinanana  |                         |
| 2000 | Vykoupení                        | Lucia                     |                         |
| 2000 | Million Dollar Hotel             | Eloise                    |                         |
| 1999 | Johanka z Arku                   | Jana z Arku               |                         |
| 1998 | Nejlepší hráč                    | Dakota Burns              |                         |
| 1997 | Pátý element                     | Leeloo de Sabat           |                         |
| 1993 | Omámení a zmatení                | Michelle Burroughs        |                         |
| 1992 | Kuffs                            | Maya Carlton              |                         |
| 1992 | Chaplin                          | Mildred Harris            |                         |
| 1991 | Návrat do Modré laguny           | Lilli Hargrave            |                         |
| 1988 | Spojení dvou měsíců              | Samantha Delongpre        |                         |

### Televize
| Rok  | Název                        | Role             | Díly                                |
| ---- | ---------------------------- | ---------------- | ----------------------------------- |
| 1988 | The Night Train to Kathmandu | Lily McLeod      | televizní film                      |
| 1988 | Paradise                     | Katie            | díl: "Childhood's End"              |
| 1989 | Ženatý se závazky            | Yvette           | díl: "Fair Exchange"                |
| 1990 | Parker Lewis musí vyhrát     | Robin Fecknowitz | díl: "Pilot"                        |
| 2002 | Tatík Hill a spol.           | Serena Shaw      | díl: "Get Your Freak Off"           |
| 2009 | Heidi klum: svět modelingu   | sama sebe        | díl: "Around the World in Two Days" |

### Videoklip
| Rok  | Název videoklipu      | Interpret     | Poznámky          |
| ---- | --------------------- | ------------- | ----------------- |
| 2016 | "Withorwithout"       | PARCELS       |                   |
| 2016 | "Signal"              | SOHN          |                   |
| 2013 | "I Wanna Be A Warhol" | Alkaline Trio | My Shame Is True' |

## Diskografie

### Alba
- 1994 – The Divine Comedy
- 1998 – The People Tree Sessions

### Singly
- 1994 - Gentleman Who Fell
- 1994 - Bang Your Head
- 1994 - It's Your Life
- 2012 - Electric Sky
- 2013 – Let You Go

### Soundtracky
| Rok  | Píseň                                      | Film                       |
| ---- | ------------------------------------------ | -------------------------- |
| 2000 | "Satellite of Love"                        | The Million Dollar Hotel   |
| 2002 | "The Gentleman Who Fell"                   | Pravidla vášně             |
| 2002 | "Shein VI Di l'Vone"                       | Loutka                     |
| 2002 | "Mezinka"                                  | Loutka                     |
| 2003 | "Rocket Collecting"                        | Underworld                 |
| 2009 | "Underneath the Stars (Renholder Mix)"     | Underworld: Vzpoura Lycanů |
| 2010 | "The Mission" (feat. Puscifer & Renholder) | Blood Into Wine            |
| 2011 | "Ti Zh Mene Pidmanula"                     | Prozhektorperiskhilton     |
| 2011 | "Proud Mary"                               | Moje potrhlá máma          |

## Ocenění a nominace
- Seznam ocenění a nominací Milly Jovovich